# Amet-Jan Sultán
Amet-Jan Sultán (en tártaro de Crimea: Amet-Han Sultan; en ruso: Амет-Хан Султан; Alupka, 20 de octubre de 1920 – óblast de Moscú, 1 de febrero de 1971) fue un as de la aviación soviético de origen tártaro de Crimea que combatió en las filas de la Fuerza Aérea Soviética durante la Segunda Guerra Mundial, donde consiguió treinta derribos en solitario y otros diecinueve compartidos. Además recibió dos veces el título de Héroe de la Unión Soviética. 
A pesar de que podría haber evitar la deportación a Uzbekistán cuando toda la nación tártara de Crimea fue reprimida en 1944 debido al origen laks de su padre, se negó a cambiar la nacionalidad de su pasaporte a lak o identificarse como uno durante toda su vida a pesar de la presión de los órganos gubernamentales. 
Tras el fin de la guerra, trabajó como piloto de pruebas en el Instituto de Investigación de Vuelo de Zhukovski y dominó el pilotaje de 96 tipos de aeronaves diferentes antes de morir en un accidente mientras probaba un nuevo motor en un bombardero Túpolev Tu-16 modificado. Sigue siendo recordado en toda Ucrania y Rusia, con calles, escuelas y aeropuertos que llevan su nombre, así como un museo dedicado a su memoria.

## Biografía

### Infancia y estudios
Sultán nació el 20 de octubre de 1920, de madre tártara de Crimea y padre laks, en Alupka, Crimea, entonces parte del efímero estado de Rusia del Sur durante la Guerra civil rusa. En 1937, se graduó en la escuela secundaria y posteriormente estudió en la escuela de ferroviarios de Simferópol, así como en el aeroclub del aeropuerto de Zavodskoe, donde se graduó del entrenamiento de vuelo en 1938 mientras trabajaba como ajustador en una estación de tren local.
En febrero de 1939 se unió al Ejército Rojo y fue enviado a la Escuela Superior de Pilotos de Aviación Militar de Kacha para continuar su formación, donde se graduó en 1940, siendo asignado al 122.º Regimiento de Aviación de Cazas.
El nombre de Amet-Jan ocasionalmente atraía burlas de sus compañeros, pero él mismo a menudo se burlaba de su nombre, bromeando que «yo mismo soy el jan y el sultán». La mayoría de sus amigos y familiares se referían a él como Amet-Jan, no Sultán.

### Segunda Guerra Mundial
Cuando la Alemania nazi invadió la Unión Soviética en 1941, Amet-Jan era piloto del 4.º Regimiento de Aviación de Cazas e inmediatamente fue desplegado en el frente para realizar misiones defensivas volando el obsoleto Polikarpov I-153 sobre Rostov del Don. En el invierno de 1942, tras sufrir numerosas bajas, el regimiento fue retirado del frente para reagruparse y recibir entrenamiento para volar el nuevo Hawker Hurricane de fabricación británica.
En marzo de 1942, el regimiento fue desplegado para defender la ciudad de Yaroslavl, donde Amet-Jan logró su primera victoria aérea el 31 de mayo de 1944. Embistió a un bombardero Junkers ju 88 con su caza tras quedarse sin munición, impactándole de frente en el ala izquierda mientras volaba hacia arriba, cercenándole el ala. Logró saltar del avión en llamas y lanzarse en paracaídas, con heridas leves en el brazo y la cabeza, algunas por haberse golpeado la cabeza contra el salpicadero de la cabina. Aterrizó en una granja donde un trabajador le apuntó con una horca porque creía que era un piloto de la Luftwaffe, pero después de doblar su abrigo de piloto y mostrarle al granjero su Orden de la Estrella Roja le ayudó y juntos inspeccionaron el lugar donde habían caído los aviones. Los aldeanos localizaron a los dos pilotos del Ju 88 alemán mientras Amet-Jan descansaba. El piloto soviético pasó la noche en la granja para recuperarse y recibió la visita del comisario del regimiento, quien lo despertó y lo felicitó por el éxito del ataque.
Poco después regresó a su regimiento para volar de nuevo después de una breve estancia en el hospital, donde varios de sus compañeros pilotos se burlaron de él por embestir su avión hacia arriba en lugar de embestir hacia abajo y estrellar solo el tren de aterrizaje del avión contra el Ju 88, lo que podría haberle permitido hacer un aterrizaje de panza y alejarse sin un rasguño. El bombardero alemán resultó que había estado en una misión de reconocimiento, lo que hizo que el sacrificio de su avión fuera una pérdida menor para la Fuerza Aérea Soviética. Por su victoria se le entregó un reloj grabado en la plaza de la ciudad de Yaroslavl y más tarde se le concedió la Orden de Lenin.

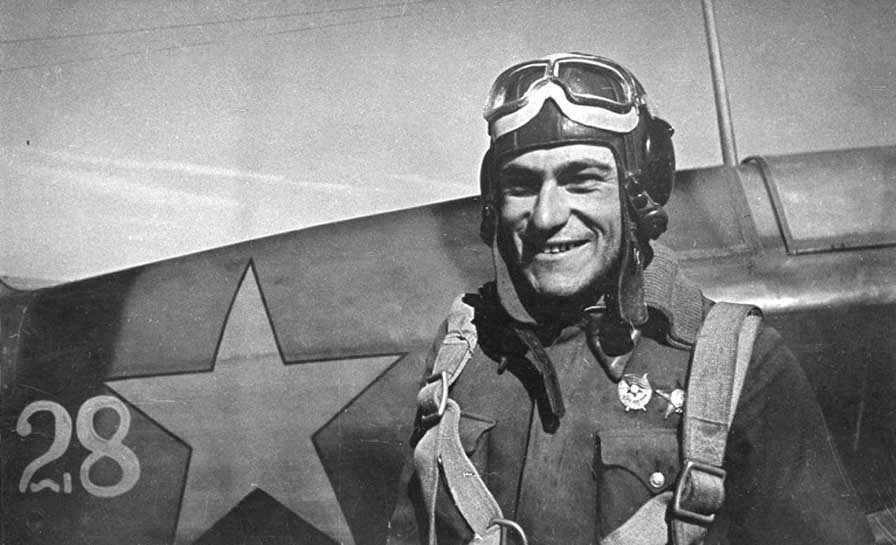
Amet-Jan Sultán junto a su caza Yak-7 en Stalingrado

En el verano de 1942, obtuvo nueve victorias aéreas más, la mayoría de ellas mientras volaba en grupos sobre Voránezh en un Hawker Hurricane antes de ser reasignado en agosto a Stalingrado, donde pilotó un Yak-7B y fue elogiado por sus superiores por ser uno de los primeros pilotos del regimiento en enfrentarse a un caza enemigo por la noche. Ese verano, pilotó brevemente un Yak-1 sobre Vorónezh y no logró ninguna victoria aérea durante ese tiempo, pero más adelante en la guerra sí logró varias victorias al pilotar de uno de esos cazas. En la Batalla de Stalingrado, aumentó rápidamente su cuenta y en octubre fue reasignado al prestigioso 9.º Regimiento de Aviación de Cazas de la Guardia, que se había reorganizado para estar compuesto exclusivamente por ases de la aviación y así contrarrestar las ofensivas aéreas alemanas en la zona. El regimiento incluía a Mijaíl Baránov, el as soviético más exitoso de la época, y a Lidia Litviak, la primera as de la aviación femenina.
En agosto de 1942, sobre Stalingrado, tuvo que saltar en paracaídas de su avión por segunda vez después de que su Yak-7B fuera alcanzado por fuego antiaéreo. Desde noviembre de 1942 hasta el final de la guerra, fue comandante del tercer escuadrón del 9.º Regimiento de Aviación de Cazas de la Guardia.
Después de recibir entrenamiento para volar un Bell P-39 Airacobra en 1943, luchó sobre Rostov del Don y vio duros combates sobre el área del Kubán como parte de la campaña para recuperar el control de Taganrog, Melitópol y la península de Crimea. El 24 de agosto de 1943, se le concedió el título de Héroe de la Unión Soviética por su contribución exitosa a la defensa aérea en los frentes Sur, Briansk y Stalingrado, así como sobre Moldavia, el sur de Ucrania y Yaroslavl. Aunque no consta en los documentos oficiales soviéticos, los historiadores británicos Thomas Polak y Christopher Shores le atribuyen una segunda embestida aérea contra un Ju 88 que habría tenido lugar durante la batalla de Stalingrado en el invierno de 1943. Solo se sabe de diecisiete pilotos soviéticos que ejecutaron dos embestidas aéreas; dos pilotos soviéticos realizaron tres y un piloto, Boris Kovzan, que hizo cuatro y tiene el récord de más embestidas aéreas.

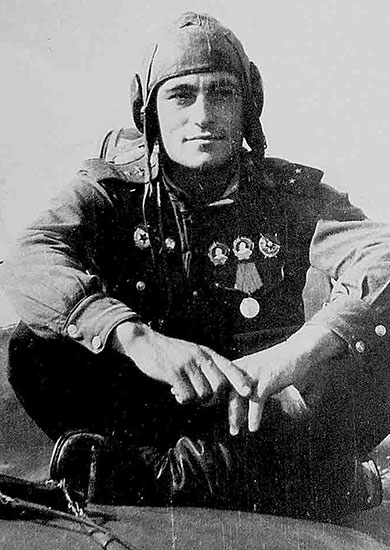
Una foto de Amet-Jan durante la guerra

Del 18 al 20 de mayo de 1944, se le permitió tomar un permiso de tres días para visitar a su familia en Alupka, poco después de que las tropas soviéticas recuperaran el control de Crimea, llevó consigo a varios de sus amigos, incluido su compañero y también Héroe de la Unión Soviética, Pável Golovachev. Una mañana, un oficial de la NKVD irrumpió en su casa e intentó obligarlo a él y a sus padres a abandonar Crimea, a lo que se negaron y se produjo un altercado hasta que se identificó como un Héroe de la Unión Soviética ante el oficial de la NKVD. El oficial del servicio de seguridad comenzó entonces a interrogarlo sobre su origen étnico, decidió que era técnicamente daguestaní y explicó que había una orden de deportar a todo el pueblo tártaro de Crimea y que su hermano Imran era buscado por colaborar con los alemanes. A lo largo del día, la NKVD continuó deportando al pueblo tártaro de Crimea, y su madre, que era de esa etnia, fue enviada a un punto de transporte, pero se salvó de la deportación gracias a que otros miembros de la Fuerza Aérea que eran amigos de Amet-Jan le dejaron claro a la NKVD que ella y el resto de su familia inmediata estaban exentos de la deportación porque estaba casada con un lak y, por lo tanto, ya no se los consideraba tártaros de Crimea a los ojos de la ley. Ella y su esposo se salvaron de la deportación; sin embargo, se les aconsejó que se mudaran temporalmente a Daguestán, por el momento. Finalmente, Imran fue sentenciado en 1946, pero a los padres de Amet-Jan se les permitió vivir en Crimea.
Amet-Jan regresó a su regimiento y continuó destacando en combate, pero tras el episodio vivido en su casa sufría de una grave depresión. Pilotó un Lavochkin La-7 en las últimas etapas de la guerra, en campañas sobre Königsberg, Berlín y Prusia Oriental. En la batalla de Königsberg, él y su regimiento volaron con un grupo de pilotos franceses del escuadrón Normandie-Niemen. Amet-Jan salvó la vida de uno de sus camaradas sobre Königsberg; después de que Chubukov y Jvostov se enfrentaran a un grupo inicialmente de seis cazas, dos cazas alemanes cayeron al derribar a Jvostov, y Chubukov estaba rodeado por los cuatro restantes cuando Amet-Jan corrió hacia los cazas y salvó a Chubukov de ser derribado. Su trigésima victoria en solitario y la última victoria aérea que consiguió en la guerra fue cerca del aeropuerto de Berlín-Tempelhof, al derribar un Focke-Wulf Fw 190 el 29 de abril de 1945. Por la su valor y coraje demostrado en varias campañas, recibió una segunda Estrella de Oro de Héroe de la Unión Soviética el 29 de junio de 1945. En total, consiguió treinta victorias aéreas en solitario, diecinueve victorias compartidas, realizó 603 salidas de combate y participó en 150 batallas aéreas durante la guerra.

### Posguerra

#### Carrera como piloto de pruebas

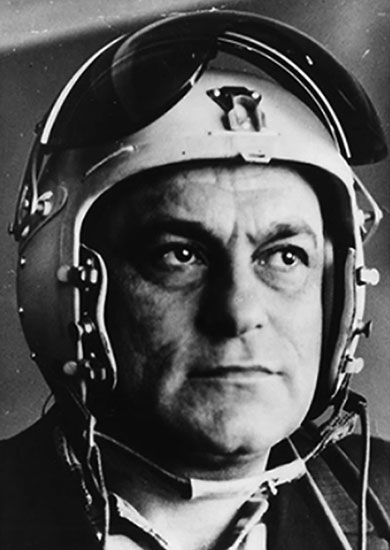
Como piloto de prueba

Después del final de la guerra, estudió en la Academia Militar de la Fuerza Aérea en Monino, ya que una orden del Comandante Supremo de las Fuerzas Armadas Soviéticas exigía la asistencia de todos los ases de la aviación que habían sobrevivido a la guerra. Sin embargo, debido a su escasa educación secundaria, los cursos le resultaron difíciles y finalmente solicitó permiso para abandonar la escuela, permiso que se le concedió en 1946.
Después de abandonar la aviación por un tiempo, cayó en una severa depresión, ya que no podía verse a sí mismo como piloto de una aerolínea civil. Finalmente, sus amigos de la guerra que también eran pilotos de combate, incluidos Aleksandr Pokrishkin, Alekséi Aleliujin y Vladímir Lavrinenkov, lo animaron a convertirse en piloto de pruebas en el Instituto de Investigación de Vuelo de Zhukovski, lo que hizo en febrero de 1947. Allí ascendió rápidamente en las filas del instituto, alcanzando el rango de piloto de pruebas de primera clase en 1952.
En abril de 1949, junto con Yákov Vernikov, realizó el primer vuelo del caza biplaza Mikoyan-Gurevich I-320. En junio de 1949, él e Igor Shelest realizaron el primer reabastecimiento en vuelo totalmente automático en la Unión Soviética; Amet-Jan pilotaba el caza Yak-15 y Shelest el bombardero Tupolev Tu-2.  De 1951 a 1953, junto con Serguéi Anójin, Fiódor Búrtsev y Vasili Pávlov, realizó pruebas tripuladas del KS-1 Komet, un misil antibuque aire-tierra. Durante las pruebas, Amet-Jan fue el primer piloto en realizar un vuelo del Komet desde tierra (el 4 de enero de 1951), así como el primero en lanzar el Komet desde un avión, lo cual hizo en mayo de ese mismo año.
Durante un vuelo de prueba, después de desacoplar el KS-1, el motor no arrancó, pero en lugar de saltar inmediatamente en paracaídas, intento en reiteradas ocasiones reiniciar el motor, logrando finalmente hacerlo poco antes de estrellarse contra el suelo, salvando así el prototipo. Por sus acciones en las pruebas del KS-1, recibió el Premio Stalin de segunda clase, pero otros miembros del equipo recibieron la Estrella de Oro. Cuando su nominación para una tercera Estrella de Oro llegó a manos de Stalin, quien había aprobado la deportación de la nación tártara de Crimea, montó en cólera porque se le permitiera a un tártaro de Crimea convertirse en piloto de pruebas. Cuando se le señaló que Amet-Jan casi murió mientras probaba el KS-1 para salvar el prototipo, se decidió que, en su lugar, se le otorgaría la Orden de la Bandera Roja y el Premio Stalin de segunda clase, ya que otorgarle una tercera estrella de oro era impensable para las filas internas de la Unión Soviética, independientemente de sus méritos.

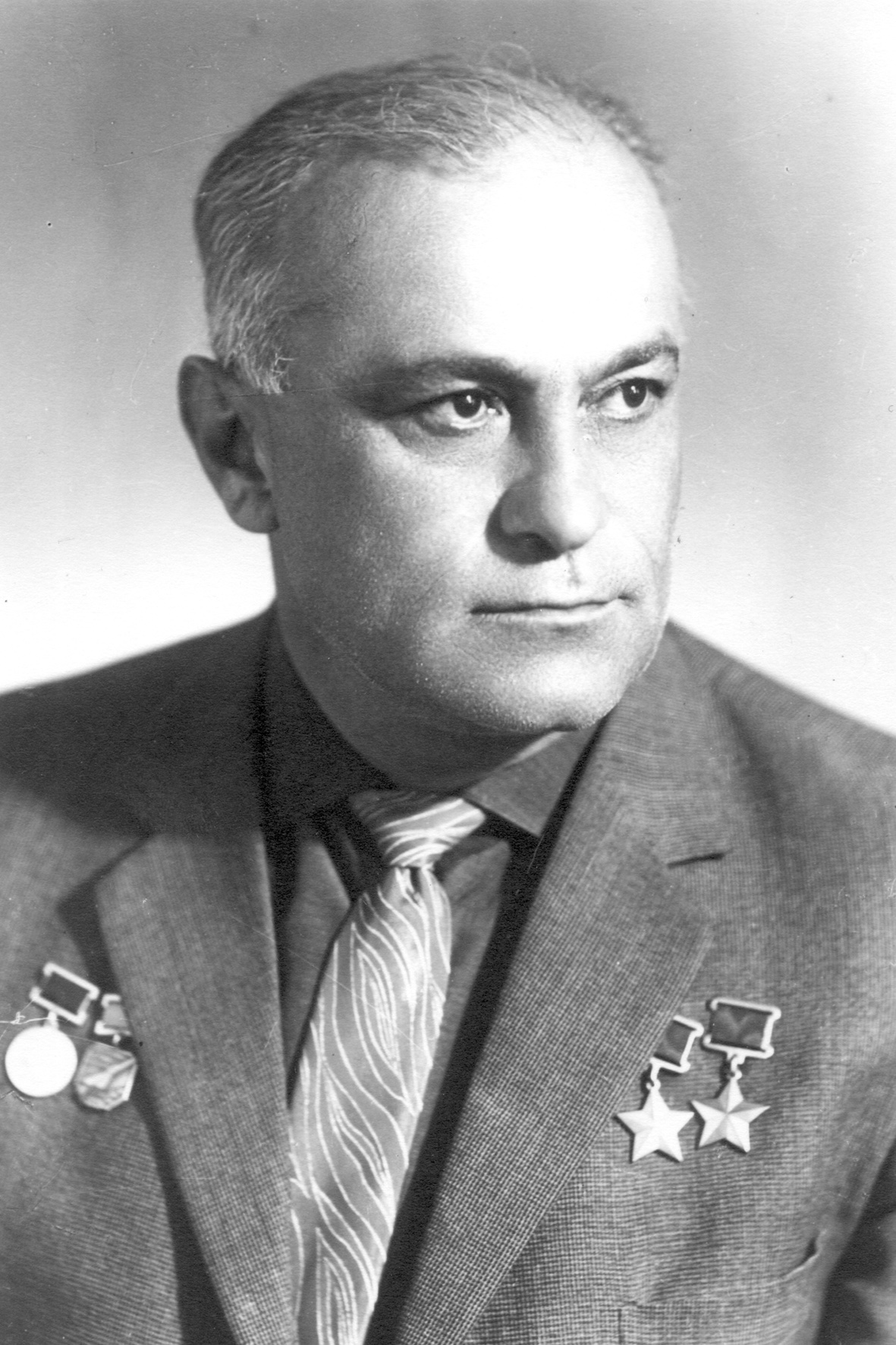
Ahmet-Jan Sultán en una foto de la década de 1960

Muchos de los vuelos que Amet-Jan realizó a lo largo de su carrera fueron para probar los sistemas de rescate de aeronaves militares, un procedimiento arriesgado. Mientras volaba un MiG-15 para que el paracaidista Valeri Golovin probara el asiento eyectable diseñado para los Sukhoi Su-7 y Su-9 el 12 de noviembre de 1958, el mecanismo de eyección se activó prematuramente, provocando una explosión que rompió el depósito de combustible. La explosión provocó que el asiento eyectable se cerrara sobre Golovin. La cabina se llenó de humo y gas, lo que limitó su visión, mientras que el queroseno comenzó a llenarla. Ante la inminente amenaza de un incendio incontrolable y ante la imposibilidad de Golovin de saltar en paracaídas, logró realizar un aterrizaje de emergencia del caza accidentado, negándose a abandonar a su camarada incluso después de que este y su comandante le ordenaran evacuar el avión y salvarse.
Entre 1958 y 1960, voló con cosmonautas que se encontraban en proceso de entrenamiento, incluido Yuri Gagarin, en un Tu-104 modificado para practicar tareas en gravedad cero, comenzando como copiloto de Yuri Gárnayev en el procedimiento. Su otro trabajo incluía las pruebas del NM-1, cuyo primer vuelo tuvo lugar el 7 de abril de 1959. Sin embargo, las pruebas posteriores del avión finalmente recayeron en Radi Zajarov, después de que Amet-Jan fuera hospitalizado brevemente y se le prohibiera volar temporalmente debido a complicaciones de salud derivadas de largos vuelos. Sin embargo, finalmente se le prohibió volar aviones de alta velocidad. Por su labor como piloto de pruebas, recibió el título de Piloto de Pruebas Honorífico de la URSS el 23 de septiembre de 1961. A lo largo de su carrera, dominó el pilotaje de 96 diferentes tipos de aeronaves y acumuló un total de 4237 horas de vuelo.

#### Muerte
Falleció el 1 de febrero de 1971 a la edad de 50 años mientras pilotaba un Tu-16 modificado. El interior de la cabina se modificó para funcionar como laboratorio de vuelo y el vuelo se realizó para probar un nuevo motor a reacción. Los cinco aviadores que se encontraban bordo del avión fallecieron en el accidente. Las causas del accidente permanecieron clasificadas durante mucho tiempo, lo que generó especulaciones sobre sus causas y sugerencias de que se debió a un fallo del nuevo motor que estaban probando pero la investigación oficial dada a conocer al público afirma que el accidente fue causado por la rotura de los flaps exteriores, que estaban en posición de aterrizaje cuando el avión estaba acelerando a una velocidad instrumental de más de 500 km/h, lo que provocó que la aeronave volcara y se rompiera en el aire; sin embargo, la razón exacta de por qué o cómo los flaps se posicionaron de esa manera no ha sido determinada, ya que el incendio resultante del accidente dañó el fuselaje.

Tumba de Amet-Jan en el cementerio Novodevichi en Moscú (Rusia)

Se construyó un monumento conmemorativo a los pilotos fallecidos en el accidente y Amet-Jan fue enterrado en el cementerio Novodevichi de Moscú con todos los honores. A su funeral asistieron diversas personalidades muy conocidas de la Unión Soviética, desde miembros del movimiento de derechos civiles de los tártaros de Crimea, veteranos de la guerra, generales y pilotos de prueba, incluidos Vladímir Iliushin, Alekséi Riazánov y Abdraim Reshidov.

## Vida personal
En el verano de 1944, mientras se entrenaba en Moscú para pilotar el nuevo caza Lavochkin La-7, conoció a Faina Maksimovna Danilchenko, con quien se casó en 1952. La pareja tuvo dos hijos: Stanislav y Arslan, quienes al crecer sirvieron en el ejército. Los apellidos de ambos niños fueron escritos como Amet-Jan. Faina se oponía a que su esposo trabajara como piloto de pruebas debido a los riesgos que dicho trabajo implicaba, pero él se negó a dejarlo incluso después de que le sugirieran que se jubilara el día de su 50 cumpleaños. Tanto Faina como Arslan murieron poco después de Amet-Jan.

### Participación en política
Fue una de las primeras personas en la Unión Soviética en solicitar públicamente la rehabilitación y el derecho al retorno de los tártaros de Crimea. Junto con otros miembros del Partido Comunista que habían vivido en Crimea, firmó una petición al Comité Central del Partido Comunista de la Unión Soviética, pero la solicitud fue rechazada a pesar de que Jrushchov había condenado las deportaciones y concedido el pleno derecho al retorno a otras naciones que también habían sido deportadas, incluyendo a los chechenos y los karachái, en la década de 1950.
No llegó a presenciar el pleno derecho de retorno concedido a los tártaros de Crimea durante la Perestroika. En sus últimos años, se reunió con numerosos activistas y líderes tártaros de Crimea, entre ellos Yuri Osmanov, Zekie Chapchakchi, Ablyakim Gafarov, Safie Kosse, Seitmemet Tairov y Mustafa Selimov en Moscú, así como con Ayshe Seitmuratova, Ilyas Mustafaev y Mustafa Konsul en Samarcanda.

## Condecoraciones y monumentos conmemorativos

### Monumentos conmemorativos

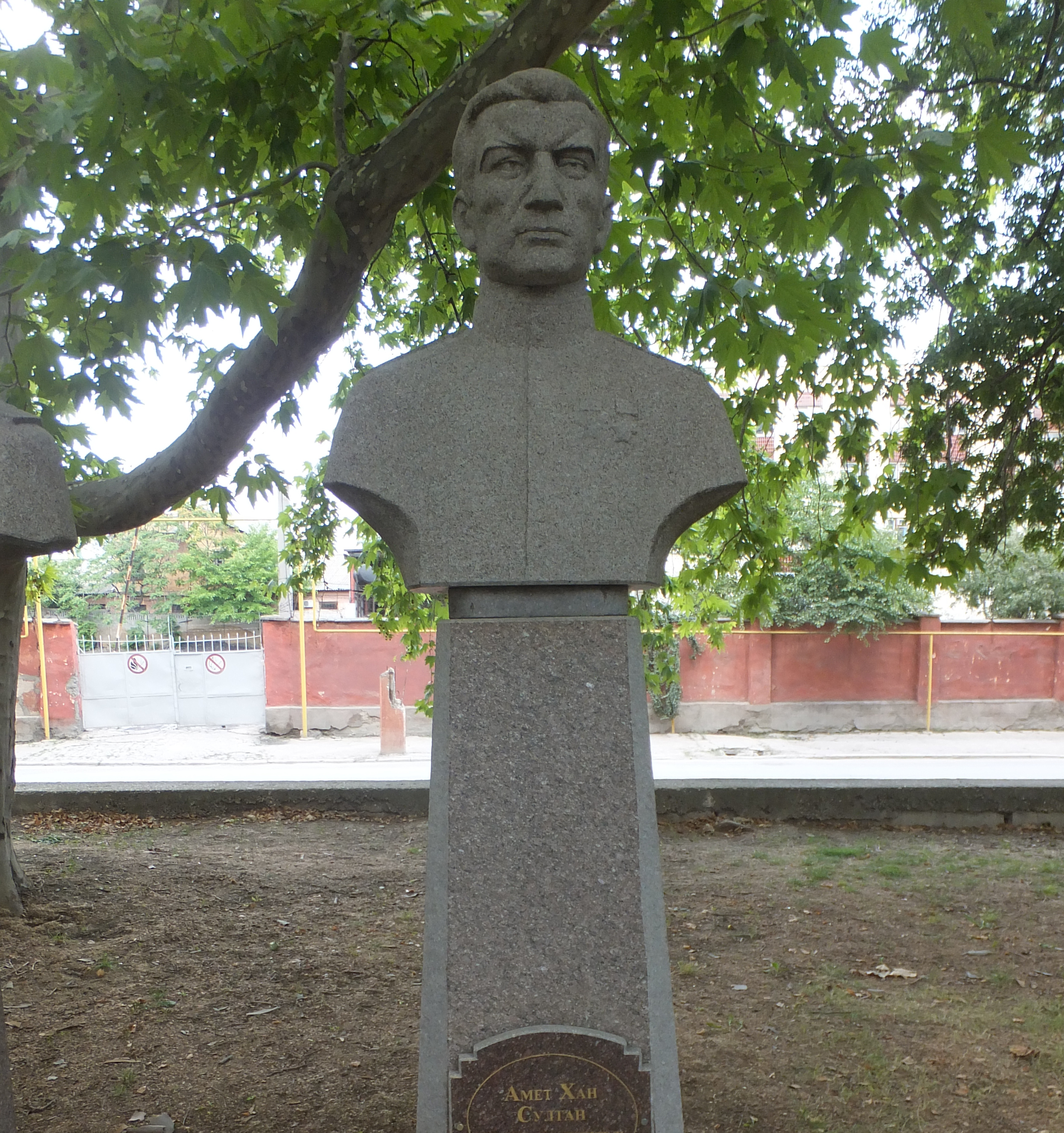
Busto de Amet-Jan en el Callejón de los Héroes en Feodosia

Un busto de bronce en su honor, realizado por el escultor Mijaíl Olenin, se instaló en Alupka en 1955. Originalmente, se instaló en el óblast de Rostov, donde Amet-Jan participó en combate en 1943, a pesar de que la ley soviética exigía que los bustos de bronce de los dos Héroes de la Unión Soviética se instalaran en su pueblo natal. Fue trasladado a Alupka a petición suya tras una conversación con Kliment Voroshilov. En 1974, un pequeño busto, realizado por Sadri Akhun, se añadió a su tumba en el cementerio Novodévichi.
En 2010, se erigió un monumento en honor a la embestida aérea que llevó a cabo sobre Yaroslavl, bajo el lugar donde se cree que embistió al Ju 88. Ese mismo año, se añadió un busto a su imagen en el Paseo de la Gloria de Kiev. Hay estatuas de su imagen por toda Ucrania y Rusia, en ciudades como Alupka, Majachkalá y en el pequeño pueblo de Tsovkra en Daguestán. La plaza central de Simferópol lleva su nombre, además de varias calles en ciudades como: Alupka, Sudak, Volgogrado, Zhukovski, Kaspisk, Sakah y Majachkalá. El aeroclub donde estudió, un pequeño planeta, un aeropuerto, varias escuelas y un pico en Daguestán recibieron su nombre en su honor.
Fue el protagonista principal de la película de 2013, Haytarma.
El 26 de octubre de 2020, se inauguró un monumento en su honor en el centro de Aqmescit (Simferópol) y el 22 de diciembre de 2022, en la ciudad de Cherkasy la calle Komunalnyi Lane pasó a llamarse Amet-Jan Sultán Lane.

### Condecoraciones

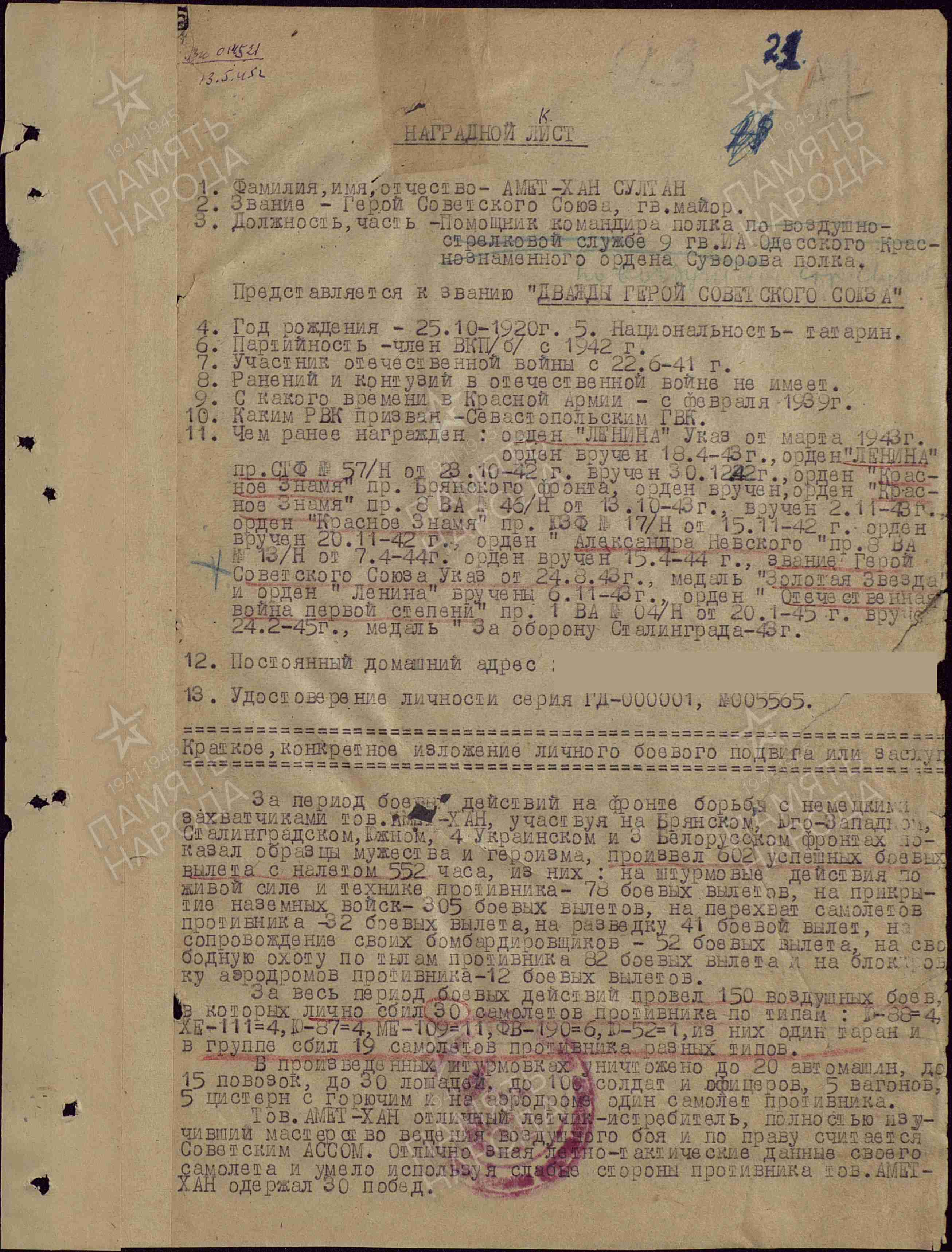
Lista de condecoraciones de Amet-Jan al otorgarle por segunda vez el título de Héroe de la Unión Soviética

A lo largo de su vida recibió las siguientes condecoraciones
|  | Héroe de la Unión Soviética, dos veces (24 de agosto de 1943 y 29 de junio de 1945)                                             |
|  | Piloto de Pruebas Honorífico de la URSS (23 de septiembre de 1961)                                                              |
|  | Premio Stalin de 2.do grado (3 de febrero de 1953)                                                                              |
|  | Orden de Lenin, tres veces (23 de octubre de 1942, 14 de febrero de 1943 y 24 de agosto de 1943)                                |
|  | Orden de la Bandera Roja, cuatro veces (31 de julio de 1942, 13 de octubre de 1943, 20 de abril de 1945 y 3 de febrero de 1953) |
|  | Orden de Alejandro Nevski (13 de octubre de 1943)                                                                               |
|  | Orden de la Guerra Patria de 1.er grado (20 de enero de 1945)                                                                   |
|  | Orden de la Estrella Roja (5 de noviembre de 1941)                                                                              |
|  | Orden de la Insignia de Honor (31 de julio de 1961)                                                                             |
|  | Medalla Conmemorativa por el Centenario del Natalicio de Lenin «Al valor militar»                                               |
|  | Medalla por la Defensa de Stalingrado (1942)                                                                                    |
|  | Medalla por la Conquista de Königsberg                                                                                          |
|  | Medalla por la Conquista de Berlín (1945)                                                                                       |
|  | Medalla por la Victoria sobre Alemania en la Gran Guerra Patria 1941-1945 (1945)                                                |
|  | Medalla Conmemorativa del 20.º Aniversario de la Victoria en la Gran Guerra Patria de 1941-1945 (1965)                          |
|  | Medalla del 50.º Aniversario de las Fuerzas Armadas de la URSS                                                                  |

## Véanse también
- Ases de la Segunda Guerra Mundial de la Unión Soviética
- Galardonados dos veces con el título de Héroe de la Unión Soviética